# Вознер, Шмуэль
Шмуэль Халеви Вознер (6 сентября 1913 — 3 апреля 2015) — видный ультрарелигиозный раввин и посек, проживавший в Бней-Браке. Он был известен как Шевет Галеви, по его главному труду.

## Биография
Вознер родился в Вене, и учился в ешиве Хохмей Люблин в Польше у раввина Меера Шапиро. Он также был учеником рабби Шимеле Зелиховера (Шимон Энгель-Горовиц из Желехува), который был духовным надзирателем (англ. mashgiach ruchani) в ешиве. В Вене он познакомился и подружился с рабби Ханохом Довом Падвой из Галиции. Он женился и иммигрировал в Палестину до Холокоста, и поселился в Иерусалиме, где он учился в ешиве Хасидской династии Душинских. Несмотря на свой юный возраст, он стал членом организации «Нация богобоязненных». Когда он переехал в Бней-Брак, по указанию Хазон Иша, Ицхак Айзик Герцога и других раввинов, он основал ешиву Хохмей Люблин, под тем же названием, что и в Люблине, где он учился в юности.
Он автор нескольких работ по Галахе, в том числе Шевет Галеви («колено Левитово») и целого ряда сложных галахических решений и респонсов, содержащих десять томов, и нескольких книг с тем же названием. Его галахические мнения широко цитируется во многих работах по еврейскому закону как на иврите, так и английском языке.
20 мая 2012 Собрание обществ лагеря Торы провело собрание в Нью-Йорке для «устранения опасностей Интернета». Вознер говорил в прямом включении из Израиля перед аудиторией в 60000 человек. Он запретил использование «нефильтрованного» Интернета, и разрешил использование интернета только для деловых целей. Он умер в Бней-Браке в возрасте 101 год.
Среди его сыновй — Хаим Вознер (1938-2021), бывший даян Лондонской Сатмарской общины, который с тех пор переехал в Бней-Брак, чтобы помочь отцу в управлении ешивы.